# Liste des monarques de Norvège
Pour des articles plus généraux, voir Histoire de la Norvège et Chronologie de la Norvège.
Voici la liste des monarques qui ont régné sur la Norvège depuis son unification par Harald Ier à la fin du IXe siècle.
Avant cette date, la région est divisée en plusieurs petits royaumes, chacun ayant sa propre lignée royale.

## Rois de Norvège (872-1387)
| Portrait | Nom                                                        | Règne               | Notes |
| --- | ---------------------------------------------------------- | ------------------- | --- |
| Harald Ier | Harald Ier Halfdansson (vers 850 – vers 932)               | vers 872 – vers 931 | - Fils du roi du Vestfold Halfdan le Noir. - Il est traditionnellement considéré comme ayant unifié la Norvège après sa victoire à Hafrsfjord. - Surnommé Hårfagre, « Beaux cheveux ». |
| Éric Ier | Éric Ier Haraldsson (vers 885 – vers 954)                  | vers 931 – vers 933 | - Fils de Harald Ier et de Ragnhild Eiriksdotter. - Chassé du pouvoir au profit de son demi-frère Håkon. - Surnommé Blodøks, « Hache sanglante ». |
| Håkon Ier | Håkon Ier Haraldsson (vers 920 – 961)                      | vers 933 – 961      | - Fils de Harald Ier et de Tora Mosterstong. - Mortellement blessé en affrontant les fils d'Éric Ier à la bataille de Fitjar. - Surnommé den gode, « le Bon ». |
| | Harald II Eriksson (vers 930 – 970)                        | 961 – 970           | - Fils d'Éric Ier et de Gunnhild. - Assassiné à l'instigation du jarl Håkon Sigurdsson. - Surnommé Gråfell, « Manteau gris ». |
| Entre 970 et 995, la Norvège est gouvernée par le jarl Håkon Sigurdsson sous l'autorité du roi danois Harald Ier.          |                                                            |                     | |
| Olav Ier | Olav Ier Tryggvasson (vers 963 – septembre 1000)           | 995 – 1000          | - Prétendu arrière-petit-fils de Harald Ier. - Il profite de l'assassinat de Håkon Sigurdsson pour s'emparer du pouvoir. - Vaincu et tué à la bataille de Svolder. |
| Entre 1000 et 1015, la Norvège est gouvernée par les jarls Éric et Svein Håkonsson sous l'autorité du roi danois Sven Ier. |                                                            |                     | |
| Olaf II | Olav II Haraldsson (vers 995 – 29 juillet 1030)            | 1015 – 1028         | - Prétendu descendant de Harald Ier. - Chassé du pouvoir par Knut le Grand et la noblesse norvégienne, il est tué à la bataille de Stiklestad en essayant de reprendre le pouvoir. - Surnommé Digre « le Gros » et den hellige « le Saint ». - Considéré comme saint.                                                                 |
| | Knut le Grand (vers 995 – 12 novembre 1035)                | 1028 – 1030         | - Fils de Sven à la Barbe fourchue. - Roi d'Angleterre depuis 1016 et de Danemark depuis 1018. - Son allié Håkon Eiriksson assure la régence en Norvège jusqu'à sa mort, en 1029 ou 1030. |
| | Sven Knutsson (vers 1016 – 1035)                           | 1030 – 1035         | - Fils de Knut le Grand et d'Ælfgifu de Northampton. - Après la mort de Håkon Eiriksson, Knut envoie son fils régner en Norvège sous la régence de sa mère. - Contraint à la fuite par les partisans de Magnus Ier, il meurt peu après.                                                                                               |
| Magnus Ier | Magnus Ier Olavsson (vers 1024 – 25 octobre 1047)          | 1035 – 1047         | - Fils illégitime d'Olav II. - Également roi de Danemark à partir de 1042. - Contraint de partager le trône de Norvège avec son oncle Harald III. - Surnommé den Gode, « le Bon ». |
| Harald III | Harald III Sigurdsson (vers 1015/1016 – 25 septembre 1066) | 1046 – 1066         | - Demi-frère d'Olav II par sa mère Åsta Gudbrandsdatter. - Surnommé Hardråde, « l'Impitoyable ». - Tué à la bataille de Stamford Bridge. |
| | Magnus II Haraldsson (vers 1048 – 28 avril 1069)           | 1066 – 1069         | - Fils de Harald III et Tora Torbergsdatter. - Règne conjointement avec son frère Olav III. |
| Olav III | Olav III Haraldsson (vers 1050 – 22 septembre 1093)        | 1067 – 1093         | - Fils de Harald III et Tora Torbergsdatter. - Règne conjointement avec son frère Magnus II. - Surnommé Kyrre, « le Tranquille ». |
| | Håkon (II) Magnusson (1068– février 1095)                  | 1093 – 1095         | - Fils de Magnus II. - Règne conjointement avec son cousin Magnus III. - Surnommé Toresfostre, « Élevé par Tore ». |
| Magnus III | Magnus III Olavsson (1073 – 24 août 1103)                  | 1093 – 1103         | - Fils d'Olav III. - Règne conjointement avec son cousin Håkon (II) Magnusson. - Mort au combat en Ulster. - Surnommé Berføtt, « le Nu-Pieds ». |
| | Olav (IV) Magnusson (1099 – 22 décembre 1115)              | 1103 – 1115         | - Fils illégitime de Magnus III. - Règne conjointement avec ses frères Sigurd Ier et Eystein Ier. |
| Eystein Ier | Eystein Ier Magnusson (vers 1088 – 29 août 1123)           | 1103 – 1123         | - Fils illégitime de Magnus III. - Règne conjointement avec ses frères Sigurd Ier et Olav (IV). |
| Sigurd Ier | Sigurd Ier Magnusson (vers 1090 – 26 mars 1130)            | 1103 – 1130         | - Fils illégitime de Magnus III. - Règne conjointement avec ses frères Eystein Ier et Olav (IV). - Surnommé Jorsalafare, « le Croisé ». |
| | Magnus IV Sigurdsson (vers 1115 – 12 novembre 1139)        | 1130 – 1135         | - Fils illégitime de Sigurd Ier. - Règne conjointement avec son supposé oncle Harald IV. - Capturé, mutilé et déposé par Harald IV. - Surnommé Blinde, « l'Aveugle ». |
| | Harald IV Magnusson (vers 1103 – 14 décembre 1136)         | 1130 – 1136         | - Soi-disant fils de Magnus III. - Règne conjointement avec son supposé neveu Magnus IV, puis seul. - Surnommé Gille, surnom dérivé de l'irlandais Gilla Críst « serviteur du Christ ». |
| | Sigurd II Haraldsson (1133 – 6 février 1155)               | 1136 – 1155         | - Fils illégitime de Harald IV. - Règne conjointement avec ses frères Inge Ier, Eystein II et Magnus. - Les frères règnent en opposition aux prétendants : - Sigurd (III) Slembe (1136-1139), soi-disant fils de Magnus III. - Magnus (IV) Blinde (1137-1139), roi déchu allié à Sigurd (III) Slembe. - Surnommé Munn, « la Bouche ». |
| | Inge Ier Haraldsson (1135 – 3 février 1161)                | 1136 – 1161         | - Seul fils de Harald IV par son épouse Ingrid Rögnvaldsdotter. - Règne conjointement avec ses frères Sigurd II, Eystein II et Magnus (V), et avec son neveu Håkon II. - Surnommé Krokrygg, « le Bossu ». |
| | Eystein II Haraldsson (vers 1125 – 1157)                   | 1142 – 1157         | - Fils illégitime de Harald IV. - Règne conjointement avec ses frères Sigurd II, Inge Ier et Magnus (V). |
| | Magnus (V) (vers 1135 – vers 1145)                         | 1142 – 1145         | - Fils illégitime de Harald IV. - Règne conjointement avec ses frères Sigurd II, Inge Ier et Eystein II. - N'apparaît pas dans toutes les listes de rois. |
| | Håkon II Sigurdsson (vers 1147 – 7 juillet 1162)           | 1157 – 1162         | - Fils illégitime de Sigurd II. - Règne conjointement avec son oncle Inge Ier jusqu'en 1161. - Surnommé Herdebrei, « aux épaules larges ». |
| | Magnus V Erlingsson (1156 – 15 juin 1184)                  | 1161 – 1184         | - Fils d'Erling Skakke et de Christine, la fille du roi Sigurd Ier. - Règne en opposition aux prétendants suivants : - Sigurd Markusfostre (1162-1163), soi-disant fils de Sigurd II ; - Olav Ugjæva (1166-1169), petit-fils par sa mère d'Eystein Ier ; - Eystein Møyla (1174-1177), fils illégitime d'Eystein II.                   |
| Sverre | Sverre Sigurdsson (vers 1151 – 8 ou 9 mars 1202)           | 1184 – 1202         | - Soi-disant fils de Sigurd II. - Règne en opposition aux prétendants suivants, soi-disant fils de Magnus V : - Sigurd Magnusson (1193-1194), roi des Øyskjegger ; - Inge Magnusson (1196-1202), roi des Bagler. |
| Håkon III | Håkon III Sveresson (mort le 1er janvier 1204)             | 1202 – 1204         | - Seul fils survivant de Sverre Sigurdsson. |
| | Guttorm Sigurdsson (vers 1199 — 11 août 1204)              | 1204                | - Fils de Sigurd Lavard, le fils aîné de Sverre Sigurdsson. - Règne en opposition au prétendant des Bagler : - Erling Steinvegg (1204-1207), soi-disant fils de Magnus V. |
| Inge II | Inge II Bårdsson (vers 1185 — 23 avril 1217)               | 1205 – 1217         | - Fils de Bård Guttormsson et Cecilia, une fille illégitime de Sigurd II. - Règne en opposition aux prétendants des Bagler : - Erling Steinvegg (1204-1207) - Philippe Simonsson (1207-1208) - Après 1208, Philippe gouverne l'est de la Norvège comme vassal d'Inge jusqu'à sa mort, en juillet 1217.                                |
| Håkon IV | Håkon IV Håkonsson (mars/avril 1204 – 16 décembre 1263)    | 1217 – 1263         | - Fils posthume de Håkon III et de sa maîtresse Inga de Varteig. - Règne en opposition aux prétendants des Ribbunger : - Sigurd Ribbung (1217-1226) - Knut Håkonsson (1226-1227) - Règne conjointement avec son fils Håkon le Jeune (1240-1257).                                                                                      |
| Magnus VI | Magnus VI Håkonsson (1er mai 1238 – 9 mai 1280)            | 1263 – 1280         | - Troisième fils de Håkon IV et de Margrete Skulesdatter. - Surnommé Lagabøte, « le Législateur ». |
| Éric II | Éric II Magnusson (1268 – 15 juillet 1299)                 | 1280 – 1299         | - Fils aîné de Magnus VI et d'Ingeborg Eriksdatter. - Surnommé Prestehater, « l'ennemi des prêtres ». - Mort sans laisser de fils. |
| Håkon V | Håkon V Magnusson (10 avril 1270 – 8 mai 1319)             | 1299 – 1319         | - Deuxième fils de Magnus VI et d'Ingeborg Eriksdatter, frère cadet d'Éric II. - Surnommé Halleg, « Longues jambes ». - Mort sans laisser de fils. |
| Magnus VII | Magnus VII Eriksson (1316 – 1er décembre 1374)             | 1319 – 1343         | - Fils du duc Erik Magnusson et d'Ingeborg Hakonsdatter. - Petit-fils de Håkon V par sa mère. - Également roi de Suède de 1319 à 1363. - Contraint d'abdiquer le trône de Norvège en faveur de son jeune fils Håkon. |
| Håkon VI | Håkon VI Magnusson (1340 – 1380)                           | 1343 – 1380         | - Deuxième fils de Magnus VII et de Blanche de Namur. - Également roi de Suède de 1362 à 1364. |
| Olav IV | Olav IV Håkonsson (1370 – 3 août 1387)                     | 1380 – 1387         | - Fils unique de Håkon VI et de Marguerite de Danemark. - Roi de Danemark dès 1376, après la mort de son grand-père maternel Valdemar IV. - Sa mère exerce la régence en raison de son jeune âge. - Mort sans laisser d'enfants. |

## Rois de l'union de Kalmar (1387-1523)
| Portrait                                                         | Nom                                                                                     | Règne       | Notes |
| ---------------------------------------------------------------- | --------------------------------------------------------------------------------------- | ----------- | --- |
| Marguerite                                                       | Marguerite (Margrete Valdemarsdotter) (1353 – 28 octobre 1412)                          | 1387 – 1412 | - Fille du roi de Danemark Valdemar IV et de Hedwige de Schleswig. - Épouse de Håkon VI, elle assure la régence au nom de leur fils Olav IV. - À la mort d'Olav, elle est proclamée reine de Danemark et de Norvège. - La Suède est conquise en 1389 : c'est l'origine de l'union de Kalmar. - Elle continue à régner en Norvège après l'avènement de son petit-neveu Éric en 1389. |
| Éric XIII de Poméranie                                           | Éric III (Erik av Pommern) (1382 – 3 mai 1459)                                          | 1389 – 1442 | - Fils du duc Warcisław VII de Poméranie et de Marie de Mecklembourg. - Petit-neveu par sa mère de la reine Marguerite, qui l'adopte comme héritier en 1389. - Sacré roi de Danemark, de Norvège et de Suède le 17 juin 1397 en la cathédrale de Kalmar. - Déposé par la noblesse norvégienne après qu'il a également perdu les trônes de Danemark et de Suède.                     |
| Interrègne. La régence est assurée par Sigurd Jonsson.           |                                                                                         |             | |
| Christophe de Bavière                                            | Christophe de Bavière (Kristoffer av Bayern) (26 février 1416 ou 1418 – 6 janvier 1448) | 1442 – 1448 | - Fils de Jean de Bavière et de Catherine de Poméranie. - Neveu par sa mère d'Éric III. - Élu roi de Danemark en 1440, de Suède en 1441 et de Norvège en 1442. |
| Interrègne. La régence est à nouveau assurée par Sigurd Jonsson. |                                                                                         |             | |
| Karl Knutsson                                                    | Charles Ier (Karl Knutsson) (1408 ou 1409 – 15 mai 1470)                                | 1449 – 1450 | - Fils de Knut Tordsson Bonde et de Margareta Sparre. - Élu roi de Suède en 1448 et de Norvège l'année suivante. - Sacré le 20 novembre 1449 en la cathédrale de Nidaros. - Contraint d'abdiquer le trône de Norvège en juin 1450. |
| Christian Ier                                                    | Christian Ier (février 1426 – 21 mai 1481)                                              | 1450 – 1481 | - Fils du comte Thierry d'Oldenbourg et de Hedwige de Holstein-Rendsbourg. - Élu roi de Danemark en 1448, il conquiert la Norvège en 1450. - Sacré le 2 août 1450 à Trondheim. |
| Interrègne. La régence est assurée par Jon Svaleson Smør (en).   |                                                                                         |             | |
| Jean                                                             | Jean (Hans) (1er ou 2 février 1455 – 20 février 1513)                                   | 1483 – 1513 | - Fils de Christian Ier et de Dorothée de Brandebourg-Kulmbach. - Sacré le 20 juillet 1483 à Trondheim. |
| Christian II                                                     | Christian II (1er juillet 1481 – 25 janvier 1559)                                       | 1513 – 1523 | - Fils de Jean et de Christine de Saxe. - Sacré le 20 juillet 1514. - Déposé par la noblesse danoise le 20 janvier 1523 au profit de son oncle Frédéric. - La Suède échappe définitivement à la maison d'Oldenbourg la même année : fin de l'union de Kalmar. |

## Rois de Danemark et de Norvège (1523-1814)
| Portrait                                                                      | Nom                                                           | Règne       | Notes |
| ----------------------------------------------------------------------------- | ------------------------------------------------------------- | ----------- | --- |
| Frédéric Ier                                                                  | Frédéric Ier (Frederik I) (7 octobre 1471 – 10 avril 1533)    | 1523 – 1533 | - Quatrième fils de Christian Ier et de Dorothée de Brandebourg-Kulmbach - Oncle de Christian II.                                                                                                   |
| Interrègne. La régence est assurée par l'archevêque Olav Engelbrektsson (en). |                                                               |             | |
| Christian III                                                                 | Christian III (12 août 1503 – 1er janvier 1559)               | 1537 – 1559 | - Seul fils de Frédéric Ier et d'Anne de Brandebourg. |
| Frédéric II                                                                   | Frédéric II (Frederik II) (1er juillet 1534 – 4 avril 1588)   | 1559 – 1588 | - Fils aîné de Christian III et de Dorothée de Saxe-Lauenbourg. |
| Christian IV                                                                  | Christian IV (12 avril 1577 – 28 février 1648)                | 1588 – 1648 | - Fils aîné de Frédéric II et de Sophie de Mecklembourg-Güstrow. |
| Frédéric III                                                                  | Frédéric III (Frederik III) (18 mars 1609 – 9 février 1670)   | 1648 – 1670 | - Troisième fils de Christian IV et d'Anne-Catherine de Brandebourg. |
| Christian V                                                                   | Christian V (15 avril 1646 – 25 août 1699)                    | 1670 – 1699 | - Fils aîné de Frédéric III et de Sophie-Amélie de Brunswick-Calenberg. |
| Frédéric IV                                                                   | Frédéric IV (Frederik IV) (11 octobre 1671 – 12 octobre 1730) | 1699 – 1730 | - Fils aîné de Christian V et de Charlotte-Amélie de Hesse-Cassel. |
| Christian VI                                                                  | Christian VI (30 novembre 1699 – 6 août 1746)                 | 1730 – 1746 | - Deuxième fils de Frédéric IV et de Louise de Mecklembourg-Güstrow. |
| Frédéric V                                                                    | Frédéric V (Frederik V) (31 mars 1723 – 14 janvier 1766)      | 1746 – 1766 | - Seul fils de Christian VI et de Sophie-Madeleine de Brandebourg-Culmbach. |
| Christian VII                                                                 | Christian VII (29 janvier 1749 – 13 mars 1808)                | 1766 – 1808 | - Deuxième fils de Frédéric V et de Louise de Grande-Bretagne. |
| Frédéric VI                                                                   | Frédéric VI (Frederik VI) (28 janvier 1768 – 3 décembre 1839) | 1808 – 1814 | - Seul fils de Christian VII et de Caroline-Mathilde de Grande-Bretagne. - En vertu du traité de Kiel (14 janvier 1814), le Danemark échange la Norvège avec la Suède contre la Poméranie suédoise. |

## Roi de Norvège (1814)
| Portrait           | Nom                                                                           | Règne | Notes |
| ------------------ | ----------------------------------------------------------------------------- | ----- | --- |
| Christian-Frédéric | Christian-Frédéric (Christian Frederik) (18 septembre 1786 – 20 janvier 1848) | 1814  | - Cousin germain du roi de Danemark Frédéric VI. - Il est élu roi de Norvège par l'Assemblée constituante le 17 mai. - Au terme d'une brève guerre, il renonce à ses droits sur le trône de Norvège le 10 octobre. - Il devient roi de Danemark en 1839 sous le nom de Christian VIII. |

## Rois de Suède-Norvège (1814-1905)
| Portrait         | Nom                                                               | Règne       | Notes |
| ---------------- | ----------------------------------------------------------------- | ----------- | --- |
| Charles II       | Charles II (Karl II) (26 septembre 1748 – 5 février 1818)         | 1814 – 1818 | - Roi de Suède depuis 1809 sous le nom de Charles XIII. - En vertu du traité de Kiel (14 janvier 1814), la Suède échange la Norvège avec le Danemark contre la Poméranie suédoise. - Il est élu roi de Norvège le 4 novembre 1814 sous le nom de Charles II.                    |
| Charles III Jean | Charles III Jean (Karl III Johan) (26 janvier 1763 – 8 mars 1844) | 1818 – 1844 | - Né Jean-Baptiste Bernadotte, ancien maréchal d'Empire français adopté par Charles II. - Également roi de Suède sous le nom de Charles XIV Jean. |
| Oscar Ier        | Oscar Ier (4 juillet 1799 – 8 juillet 1859)                       | 1844 – 1859 | - Seul fils de Charles III Jean et de la reine Desideria. - Également roi de Suède sous le même nom. |
| Charles XV       | Charles IV (Karl IV) (3 mai 1826 – 18 septembre 1872)             | 1859 – 1872 | - Fils aîné d'Oscar Ier et de Joséphine de Leuchtenberg. - Également roi de Suède sous le nom de Charles XV. - Mort sans laisser d'héritier mâle. |
| Oscar II         | Oscar II (21 janvier 1829 – 8 décembre 1907)                      | 1872 – 1905 | - Troisième fils d'Oscar Ier et de Joséphine de Leuchtenberg, frère cadet de Charles IV. - Également roi de Suède sous le même nom. - Le Storting vote la dissolution de la Suède-Norvège le 7 juin 1905. - Oscar II renonce à ses droits sur le trône norvégien le 26 octobre. |

## Rois de Norvège (depuis 1905)
| Portrait   | Nom                                          | Règne       | Notes |
| ---------- | -------------------------------------------- | ----------- | --- |
| Haakon VII | Haakon VII (3 août 1872 – 21 septembre 1957) | 1905 – 1957 | - Fils de Frédéric, prince héritier de Danemark, et de Louise de Suède. - Élu par le Storting le 18 novembre 1905. - Il prend le nom de Haakon en montant sur le trône. - Il est sacré le 22 juin 1906 en la cathédrale de Nidaros. |
| Olav V     | Olav V (2 juillet 1903 – 17 janvier 1991)    | 1957 – 1991 | - Fils unique de Haakon VII et de Maud de Galles. - La cérémonie du sacre ayant été abolie en 1908, il reçoit la bénédiction le 22 juin 1958 en la cathédrale de Nidaros.                                                           |
| Harald V   | Harald V (né le 21 février 1937)             | depuis 1991 | - Seul fils d'Olav V et de Märtha de Suède. - Il reçoit la bénédiction le 23 juin 1991 en la cathédrale de Nidaros. |

## Arbre généalogique simplifié
Plusieurs liens de parentés présentés dans l'arbre ci-dessous sont considérés comme douteux par les historiens actuels, de nombreux rois s'étant inventé une ascendance prestigieuse pour légitimer leurs revendications. Ainsi, les ascendances de Harald IV, de Sverre, de Håkon IV, sont notamment sujettes à caution. Par les femmes, on peut sans doute trouver des filiations plus assurées : cf. l'article Harald Ier.
- Harald Ier
  -  Håkon Ier
  -  Éric Ier
    -  Harald II

  - Olaf Haraldsson Geirstadalf
    - Tryggve Olafsson
      -  Olav Ier

  - Bjørn Farmann
    - Gudrœd Bjornsson
      - Harald Grenske
        -  Olav II
          -  Magnus Ier

  - Sigurd Rise
    - Halfdan de Hadafylke
      - Sigurd Syr
        -  Harald III
          -  Magnus II
            -  Håkon Magnusson

          -  Olav III
            -  Magnus III
              -  Olav Magnusson
              -  Eystein Ier
              -  Sigurd Ier
                -  Magnus IV
                - Christine
                  -  Magnus V

              -  Harald IV
                -  Inge Ier
                -  Eystein II
                -  Magnus Haraldsson
                -  Sigurd II
                  -  Håkon II de Norvège
                  - Cécilia Sigurdsdatter
                    -  Inge II

                  -  Sverre
                    - Sigurd Lavard
                      -  Guttorm

                    -  Håkon III
                      -  Håkon IV
                        -  Håkon le Jeune
                        -  Magnus VI
                          -  Éric II
                          -  Håkon V
                            - Ingeborg Hakonsdatter
                              -  Magnus VII
                                -  Håkon VI +  Marguerite
                                  -  Olav IV

                              - Euphemia Eriksdotter
                                - Henri III de Mecklembourg-Schwerin
                                  - Marie de Mecklembourg
                                    -  Éric III
                                    - Catherine de Poméranie
                                      -  Christophe

                                - Ingeborg de Mecklembourg-Schwerin
                                  - Gérard VI de Holstein
                                    - Hedwige de Schaumbourg
                                      -  Christian Ier
                                        -  Jean
                                          -  Christian II

                                        -  Frédéric Ier
                                          -  Christian III
                                            -  Frédéric II
                                              -  Christian IV
                                                -  Frédéric III
                                                  -  Christian V
                                                    -  Frédéric IV
                                                      -  Christian VI
                                                        -  Frédéric V
                                                          -  Christian VII
                                                            -  Frédéric VI

                                                          - Frédéric de Danemark
                                                            -  Christian-Frédéric

                                                  - Frédérique-Amélie de Danemark
                                                    - Christian-Auguste de Holstein-Gottorp
                                                      - Adolphe-Frédéric de Suède
                                                        -  Charles II
                                                          -  Charles III Jean (par adoption)
                                                            -  Oscar Ier
                                                              -  Oscar II
                                                              -  Charles IV
                                                                - Louise de Suède
                                                                  -  Håkon VII
                                                                    -  Olav V
                                                                      -  Harald V